# يان هوس
يان هوس، مولود باسم يان هوسنيك (في نحو 1372 - 6 يوليو 1415)، يلفظ أحيانًا جون هوس أو جون هاس، ويشار إليه في النصوص التاريخية باسم يوهانس هوس أو يوهانس هاس، كان لاهوتيًا وفيلسوفًا تشيكيًا، ترأسَ جامعة تشارلز، وأصبح مصلحًا كنسيًا وملهمًا للهوسيتية، وهو سلف هام للبروتستانتية وشخصية رئيسية في الإصلاح البوهيمي. وكان أيضًا مصلحًا للغة التشيكية المكتوبة. بعد جون ويكليف، منظّر الإصلاح الكنسي، يعتبر هوس المصلح الكنسي الثاني، إذ عاش قبل لوثر وكالفين وزوينغلي. أثرت تعاليمه بشكل قوي على دول أوروبا الغربية، وسريعًا في الموافقة على طائفة دينية بوهيمية مقوّمة، وبعد أكثر من قرن، على مارتن لوثر. كان هوس أستاذًا ورئيسًا وكاهنًا في جامعة تشارلز في براغ.
ولد يان هوس في هوسنيك في بوهيميا لأبوين فقيرين. وليهرب من الفقر، قرر التدرب في الكهنوت. سافر إلى براغ في سن مبكرة، حيث أعال نفسه بالغناء والخدمة في الكنائس. كان سلوكه حسنًا، وبحسب ما ورد، كان التزامه بدراساته «لافتًا». بعد نيله شهادة البكالوريوس في الآداب وتعيينه كاهنًا، بدأ هوس الوعظ في براغ. عارض الكثير من النواحي في الكنيسة الكاثوليكية في بوهيميا، كرؤاها حول الدراسات الكنسية والسمونية والأفخارستيا وغيرها من القضايا اللاهوتية.
حين انتُخب ألكسندر الخامس بابا، أُقنع بالوقوف مع سلطات الكنيسة البوهيمية ضد هوس وأتباعه. وأصدر مرسومًا بابويًا يقضي بطرد هوس من الكنيسة. إلا أنه لم ينفذ، وواصل هوس الوعظ. بعد ذلك، تكلم هوس ضد البابا المزيف جون الثالث والعشرين خلف ألكسندر الخامس بسبب بيعه صكوك الغفران. فنُفذ مرسوم طرد هوس، وأمضى العامين التاليين في المنفى. عندما اجتمع مجمع كونستانس، طلب من هوس الحضور لعرض آرائه حول الخلافات ضمن الكنيسة. وحين وصل هوس، اعتُقل على الفور ووضع في السجن. ومَثُل في النهاية أمام المجلس وطُلب منه التراجع عن آرائه. وحين رفض، أعيد إلى السجن. في 6 يوليو 1415، أُحرق على الوتد بتهمة الهرطقة ضد الكنيسة الكاثوليكية.
بعد إعدام هوس، رفض أتباع تعاليمه الدينية (المعروفون باسم «الهوسيتيون») انتخاب ملك كاثوليكي آخر وصدّوا خمس حملات صليبية بابوية متتالية بين عامي 1420 و1431 في ما عرف لاحقًا باسم الحروب الهوستية. ظل معظم سكان بوهيميا ومورافيا هوستيين حتى عشرينيات القرن السابع عشر، عندما أدت هزيمة البروتستانتية في معركة الجبل الأبيض إلى دخول أراضي التاج البوهيمي إلى حكم هابسبورغ طوال 300 سنة تالية، وخضوعها للتحويل الجبري على الفور في حملة مكثفة للعودة إلى الكاثوليكية. افتتحت هذه المعركة حرب الثلاثين عامًا.

## الحياة الباكرة

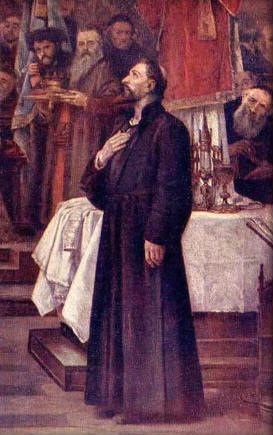
محاكمة يان هوس في مجلس كونستانس عام 1415

يُعد التاريخ الدقيق لميلاد هوس محل خلاف. يزعم البعض أنه ولد نحو عام 1369، ويزعم آخرون أنه ولد بين عامي 1373 و1375. تذكر «أقدم التقاليد» الاحتمال الثاني، ولكن الأبحاث المعاصرة تشير إلى أن عام 1369 هو الأرجح. الظن حول يوم ولادته في 6 يوليو، ويوم وفاته أيضًا، لا يستندان إلى حقيقة ويرجّح أن يكونا خرافيين. ولد هوس في هوسنيك، لأبوين فلاحين. نعلم أن هوس حمل اسم القرية التي عاش فيها (هوسنيك). سبب عدم حمل هوس اسم والده متروك للتكهنات، يعتقد البعض أن سبب ذلك هو أن هوس لم يعرف والده، ويقول آخرون إنها العادة التي سادت في ذلك الوقت. كل المعلومات الأخرى تقريبًا التي نملكها عن حياة هوس المبكرة إما خرافات أو غير موثوقة. نعرف القليل عن عائلة هوس. كان يدعى والده مايكل، اسم والدته غير معروف. نعلم عن وجود أخ له من خلال تعبير هوس عن قلقه إزاء ابن أخيه في أثناء انتظار الإعدام في كونستانس. لا نعرف ما إذا كان لديه أفراد آخرين من العائلة.
في العاشرة تقريبًا، أُرسل هوس بعيدًا إلى دير. السبب الدقيق غير معروف، يزعم البعض أن والده توفي، يقول آخرون إنه ذهب ببساطة بسبب تدينه. أثار إعجاب المعلمين بدراساته، وأوصوه بالانتقال إلى براغ، إحدى أكبر مدن بوهيميا في ذلك الوقت. يبدو أن هوس أعال نفسه عبر تأمين عمل مع شخص ما في براغ، ما سمح له بتأمين الطعام والمأوى والملابس والدخول إلى مكتبة براغ.
بعد 3 أعوام، قُبل في جامعة براغ. بالرغم من أنه لم يكن طالبًا استثنائيًا، قيل إنه تابع دراسته بشراسة. في عام 1393، نال هوس درجة البكالوريوس في الآداب من جامعة براغ، ودرجة الماجستير في عام 1396. ساهمت الآراء المناهضة للغاية للبابوية التي حملها الكثير من الأساتذة هناك على الأرجح في عمل هوس اللاحق.

## المهنة
بدأ هوس التدريس في الجامعة عام 1398 وفي عام 1399، دافع للمرة الأولى جهرًا عن اقتراحات ويكليف. في عام 1401، رقاه طلبته وهيئة التدريس إلى عميد قسم الفلسفة، وبعد عام، أصبح رئيسًا لجامعة براغ. عُين قسيسًا في كنيسة بيت لحم المبنية حديثًا في نفس العام. كان هوس مدافعًا قويًا عن التشيك والواقعيين، وتأثر بكتابات جون ويكليف. بالرغم من أن سلطات الكنيسة حظرت الكثير من أعمال ويكليف في عام 1403، ترجم هوس ثلاثية ويكليف إلى التشيكية وساعد على توزيعها.
استنكر هوس من منبره الإخفاقات الأخلاقية لرجال الدين والأساقفة والبابوية. تحمل المطران زبينيك زاييك هذا، وعين هوس واعظًا في السنودس الذي يعقده رجال الدين كل سنتين. في 24 يونيو 1405، أمر البابا إنوسنت السابع المطران بمناهضة تعاليم ويكليف، وخاصة عقيدة الوحدة السرية في الأفخارستيا. امتثل المطران لذلك وأصدر المجمع مرسومًا ضد ويكليف، ومنع أي تهجمات أخرى على رجال الدين. في عام 1406، أحضر طالبان بوهيميان إلى براغ وثيقة تحمل ختم جامعة أكسفورد تمتدح ويكليف. قرأ هوس بفخر الوثيقة من منبره. وفي عام 1408، حذر البابا غريغوري الثاني عشر المطران زاييك من أن الكنيسة في روما أُبلغت بهرطقات ويكليف وبتعاطف الملك فينسيسلاوس الرابع مع معتزليه. استجابةً لذلك، أمر الملك والجامعة بتسليم جميع كتابات ويكليف إلى الأبرشية الأرشيدوقية لتصحيحها. أطاع هوس الأمر، معلنًا أنه أدان الأخطاء في تلك الكتابات.

### الانشقاق عن البابوية
في عام 1408، قسمت جامعة تشارلز في براغ بواسطة الانشقاق الغربي، إذ ادعى غريغوري الثاني عشر في روما على وبينديكت الثالث عشر في أفينيون البابوية. شعر فينسيسلاوس أن غريغوري الثاني عشر ربما يعارض تتويجه إمبراطورًا رومانيًا مقدسًا. فأنكر غريغوري، وأمر رجال الدين في بوهيميا بالتزام الحياد التام في الشقاق، وقال إنه يتوقع الشيء نفسه من الجامعة. ظل المطران زاييك وفيًا لجريجوري. في الجامعة، تعهد علماء «الدولة» البوهيمية (أحد أربعة قطاعات) بقيادة هوس، بالحياد.

### مرسوم كوتنا هورا
في يناير 1409، استدعى فينسيسلاوس ممثلين عن الدول الأربع التي تشملها الجامعة إلى مدينة كوتنا هورا التشيكية ليقدموا الولاء. وافقت الدولة التشيكية، ورفضت الثلاث الأخرى. أصدر الملك مرسومًا بأن الدولة التشيكية سيكون لها ثلاثة أصوات في الشؤون الخاصة بالجامعة، في حين أن «الدولة الألمانية» (المؤلفة من بافاريا وساكسونيا وبولندا) سيكون لها صوت واحد. نتيجة لتغيير التصويت، بحلول مايو 1409، عُزل العميد ورئيس الجامعة الألمانيان واستعيض عنهما بأشخاص تشيكيين. دعا الناخب البلاطي الألمان إلى جامعة بلده هايدلبرغ، في حين أسس وليم الثاني جامعة جديدة في لايبزيغ. يقدر أن أكثر من ألف طالب وأستاذ غادروا براغ. نشر المهاجرون اتهامات الهرطقة البوهيمية.

## روابط خارجية
- يان هوس على موقع الموسوعة البريطانية (الإنجليزية)
- يان هوس على موقع إن إن دي بي (الإنجليزية)